# New Perlican
New Perlican est une ville canadienne de la Péninsule d'Avalon, sur l'île de Terre-Neuve dans la province de Terre-Neuve-et-Labrador.